# 京都府立北稜高等学校

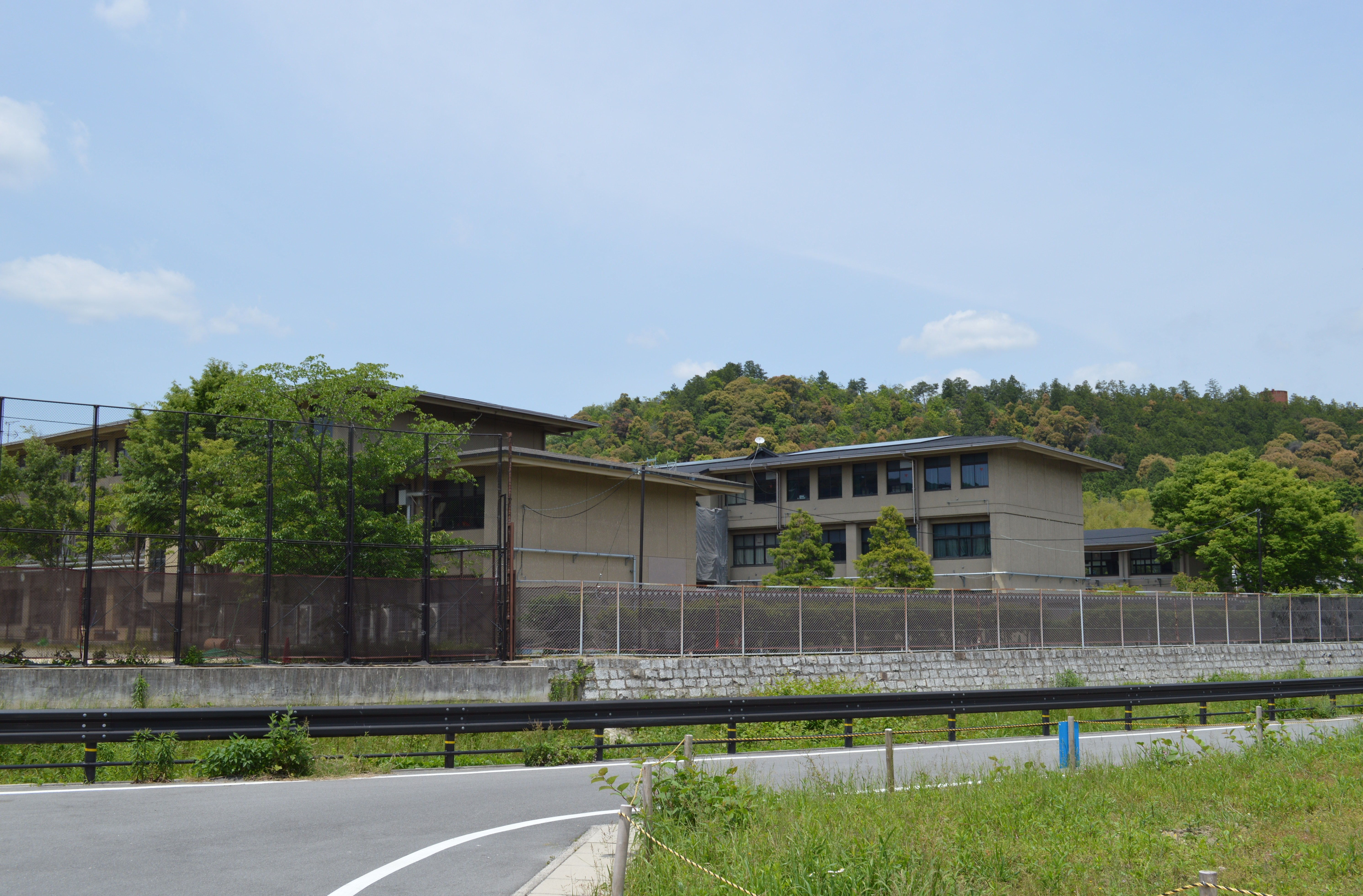
学校敷地外南東側から撮影

京都府立北稜高等学校（きょうとふりつ ほくりょうこうとうがっこう）は、京都府京都市左京区岩倉幡枝町に所在する京都府立の高等学校。

## 設置学科
- 普通科
  - スタンダードコース（1年生）
  - アドバンスコース（1年生）
  - 英語人文コース（2・3年生）
  - 環境理数コース（2・3年生）
  - 総合探究コース（2・3年生）

## 沿革
（沿革節の主要な出典は公式サイト）
- 1979年（昭和54年）10月 - 第1期工事着工[2]
- 1980年（昭和55年）1月 - 条例により京都府立北稜高等学校が設置される。
- 1980年（昭和55年）4月 - 開校（建設工事の遅れで校舎はほぼ未完成の状態）[2]。
- 1980年（昭和55年）8月 - 第1期工事が竣工。
- 1985年（昭和60年）4月 - 新高校教育制度発足に伴い普通科にⅠ類、Ⅱ類を設置。
- 2014年（平成26年）4月 - 入試制度変更に伴い、類型（総合選抜制度）を廃止。普通科の各コースを設置。
- 2021年（令和3年）4月 - 普通科に英語人文コース・環境理数コース・総合探究コースを設置。

## アクセス
- 京都バス「北稜高校前」（40・50・52系統）停留所
- 叡山電鉄 木野駅下車5分

## 著名な出身者
- 杉本彩 - タレント、女優（中退）
- チュートリアル（徳井義実、福田充徳） - お笑いコンビ
- ミキ（昴生（兄）・亜生（弟）） - お笑いコンビ
- おいでやす小田 - ピン芸人
- 山本朋広 - 政治家、衆議院議員、防衛副大臣
- 上門大祐 - 陸上競技選手
- 吉田由一 - ミュージシャン、俳優、監督、格闘家
- 伊庭靖子-美術家、成安造形大学准教授